# Traci
I Traci (in greco antico: Θρᾷκες?, Thrâkes) erano una popolazione indoeuropea storicamente stanziata nell'estremità sudorientale della penisola balcanica, nella regione che da loro ha preso il nome (Tracia, corrispondente grossomodo alle odierne Bulgaria meridionale, Turchia europea e Grecia nordorientale) e in alcune aree adiacenti, espandendosi a nord fino al basso corso del Danubio.
I Traci vengono descritti da Erodoto come il popolo più numeroso, dopo gli indiani, e probabilmente il più potente, affermando che l'insieme delle terre che controllavano sarebbe stato un vasto impero, se fossero stati uniti. Ma i Traci erano divisi in molti gruppi e tribù; solo in alcuni casi qualche sovrano riuscì, per brevi periodi, a riunire tali popoli.

## Storia

### Le origini e il rapporto tra Daci e Geti
Giuseppe Flavio considera fondatore dei Traci il personaggio biblico Tiras, figlio di Jafet: "Tiras diede a coloro che governava il nome di Tirasiani; ma i Greci cambiarono il nome in Traci".
A lungo Daci e Geti sono stati ritenuti parte del ceppo tracico, del quale avrebbero formato il ramo settentrionale; in tal caso, nel V secolo a.C. avrebbero occupato tutta l'area compresa tra le attuali Grecia settentrionale e Russia meridionale, tanto che Erodoto li indicava come il secondo popolo più potente del mondo conosciuto. Stando a studi più recenti, tuttavia, è invece possibile che Daci e Geti siano da ascrivere - insieme ai Misi dell'Anatolia - a un ramo a sé stante della famiglia indoeuropea.
Dei Traci sono stati tramandati i nomi di numerosi re, alcuni storici, altri mitologici: Amadoco, Amadoco I, Berisade, Bisalte, Carope, Cersoblette, Cisseo, Coti I, Coti IV, Diomede, Dromicete, Eagro, Eumolpo, Emo, Ebrizelmi, Licurgo, Lisimaco, Remetalce I, Remetalce II, Remetalce III, Rescuporide, Reso, Seute I, Seute II, Seute III, Sitalce, Strimone, Tegirio, Tereo e Teres.

### I Traci nei poemi omerici
Collocati immediatamente a nord della Grecia antica, i Traci furono precocemente coinvolti nelle sue vicende storiche, apparendo già nei poemi omerici. Nell'Iliade, i Traci combattono quali alleati di Priamo nella Guerra di Troia, guidati dal giovane re Reso.
Nell'Odissea, Ulisse e i suoi uomini di ritorno dalla guerra saccheggiano la Tracia, in particolare le terre dei Ciconi, che avevano come capitale la città di Ismara.

### VI-V secolo a.C.
Nel 510 a.C. i Traci furono in gran parte sottomessi alla Persia di Dario I; poco più tardi figurano tra le componenti dell'esercito che Serse condusse contro la Grecia.

Il regno degli Odrisi al massimo della loro espansione sotto Sitalce (431-424 a.C.).

Poco più tardi, un sovrano (Teres della tribù degli Odrisi) riuscì a riunire sotto il suo scettro le varie popolazioni traciche, lasciando poi il regno al figlio Sitalce. Questi, secondo quanto riportato da Tucidide, nel 429 a.C. guidò il suo popolo in una spedizione contro la Macedonia. Ben presto però le tendenze centrifughe delle varie tribù ripresero il sopravvento, portando i Traci sotto l'influenza - anche se non sotto un pieno dominio - dei vicini Macedoni.

### IV-III secolo a.C.
Un nuovo momento di unità del popolo fu ottenuto dal re Coti I nella prima metà del IV secolo a.C., che rafforzò la sua posizione imparentandosi con il generale ateniese Ificrate. Nel 375 a.C. soffocò la ribellione dei Triballi, una delle tribù che componevano il popolo tracico, e nel 359 a.C. sconfisse gli Ateniesi, ottenendo il controllo della penisola del Chersoneso Tracico.
Alla sua morte i Traci tornarono però a dividersi in più Stati, subendo l'influenza del vicino e in ascesa regno di Macedonia di Filippo II e Alessandro Magno, il quale effettuò una spedizione per sottomettere i Traci proprio all'inizio del suo regno (335 a.C.).

### II-I secolo a.C.
I Traci furono coinvolti nel conflitto tra Roma e la Macedonia: l'Urbe inviò diverse spedizioni contro di loro, anche se in questa prima fase non mirò alla completa sottomissione.
Andrisco, al tempo del dominio romano della Macedonia, formò un esercito di Traci e Macedoni e diede una temporanea indipendenza alla Macedonia proclamandosi anche re di essa.
Sul finire del I secolo a.C. una nuova, effimera unità fu ricostituita sotto re Cotys IV della tribù dei Sapei, che riuscì a farsi riconoscere da Roma e a trasmettere il titolo al figlio Remetalce I.
Di origine trace fu Spartaco, il gladiatore che guidò una grande rivolta in Italia dal 73 al 71 a.C. La sua armata di gladiatori e schiavi sconfisse diverse legioni romane in quella che è conosciuta come la Terza guerra servile. Il suo esercito fu poi annientato dai Romani nella battaglia del fiume Sele.

### La conquista romana

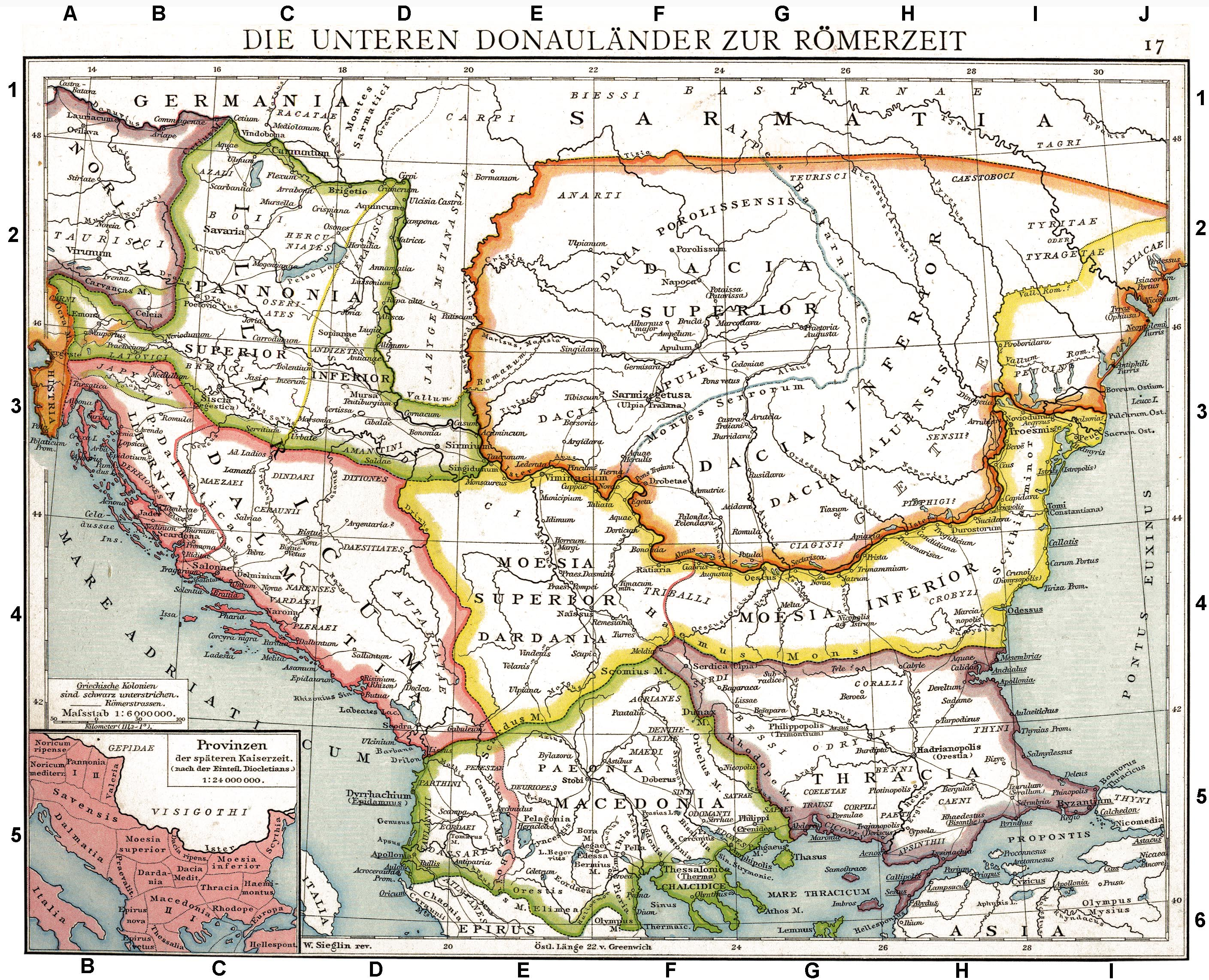
La provincia di Tracia nel contesto provinciale balcanico

Nell'11 a.C., un certo Vologeso di Besso, sacerdote di Dioniso presso i Traci, facendo ricorso a diverse pratiche divinatorie ottenne di essere seguito da molti, mettendo in atto l'uccisione di Rescuporide II (re degli Odrisi), figlio di Coti VII. Subito dopo, grazie alla fama che si era fatto per il suo potere divino, privò delle sue forze Remetalce I, zio di Rescuporide, che fu incalzato fino nel Chersoneso tracico, che devastò. Fu così che, a causa di Vologeso e dei Sialeti che compivano continue incursioni contro la provincia di Macedonia, venne inviato contro di loro e con il suo esercito provinciale Lucio Calpurnio Pisone, che era governatore della Panfilia. E quando i Bessi vennero a sapere del sopraggiungere del governatore romano, iniziarono a ritirarsi, ma Pisone entrò nei loro territori e, nonostante una prima sconfitta, li vinse e devastò i loro territori e quelli delle popolazioni limitrofe che erano insorte insieme a loro. Accompagnato da un paio di legioni, vi rimase per tre anni di guerre ininterrotte (dall'11 al 9 a.C.), al termine delle quali sottomise tutte quante le popolazioni traciche, imponendosi su alcune con il loro consenso, terrorizzandone altre, scendendo a patti con altre ancora dopo aspri combattimenti. Per questi motivi gli vennero tributati delle supplicationes e gli ornamenta triumphalia.
Alla morte di Remetalce I il regno tornò a dividersi; preoccupata dalla conflittualità, Roma iniziò a intervenire massicciamente a partire dal 19; nel 46, alla morte dell'ultimo re Remetalce III, l'imperatore Claudio occupò la regione e istituì la provincia di Tracia.
La lingua dei Traci, e quindi la loro identità come popolo, sopravvisse a lungo alla romanizzazione, come testimoniano non solo Ovidio (esiliato proprio in Tracia, a Tomi, nel I secolo), ma anche autori molto più tardi, come Teodosio di Cappadocia e Giordane (VI secolo).

### La slavizzazione
A determinare la definitiva dissoluzione dei Traci come popolo autonomo sarebbe stato il processo di slavizzazione, che prese il via con l'invasione slava che sommerse la Tracia a partire dal VI secolo; tracce della loro lingua, principalmente nella toponomastica, si conservarono nelle lingue slave che si svilupparono sul loro antico territorio.

## Società
Il popolo trace era frazionato in numerose tribù; tra esse, certamente traci erano Bessi, Bisalti, Bitini, Ciconi, Dii, Odomanti, Edoni, Maedi, Odrisi, Satiri, Tini e Triballi. Incerta, invece, la filiazione tracica di Geti e Agatirsi.

## Religione

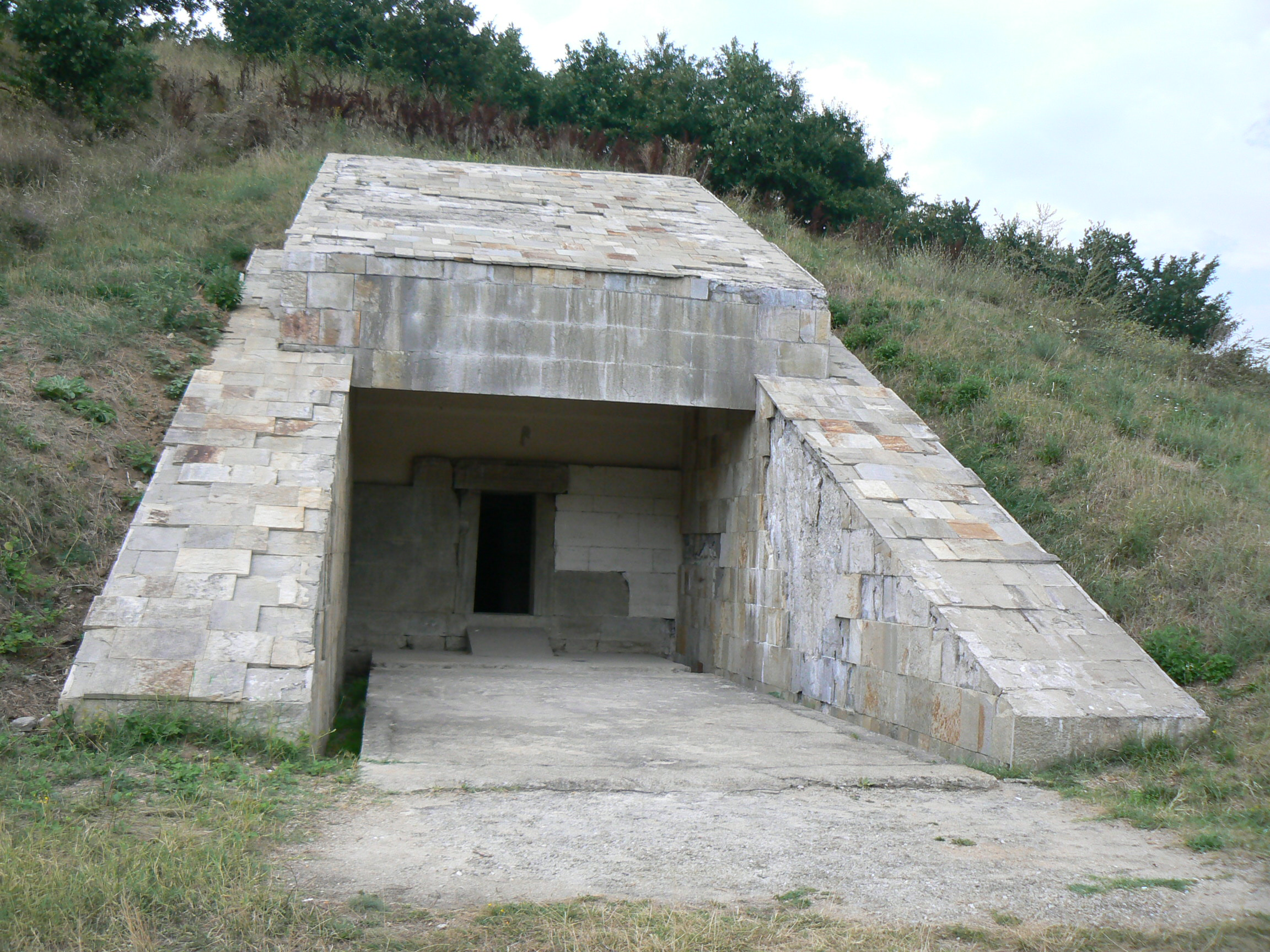
La tomba trace di Strelča, in Bulgaria

Il dio principale era Zibelthiurdos o Gebeleizis identificato come una sorta di Zeus, altre importanti divinità erano Bendis, paragonata dai Greci ad Artemide, Zalmoside e Darzo, un dio guaritore. Presso i Traci erano venerate anche divinità con attributi simili ad Ares, ad Hermes e ad Asclepio.

## Lingua
La lingua trace è una lingua indoeuropea estinta di tipo satem affine alle altre lingue dei balcani precedenti all'arrivo degli slavi e dei bulgari.
Non conosciamo un alfabeto proprio a questa lingua e le rare testimonianze sono scritte in alfabeto greco o latino.

## Cultura

### Letteratura
Di origine tracia erano molte figure mitiche, come gli dei Dioniso e Semele; il poeta Orfeo; e i re più sopra ricordati, il più importante dei quali fu il semidio Reso, destinato a venire colpito nel sonno da Diomede durante la guerra di Troia, nella quale aveva inviato in aiuto di Priamo dapprima un grande contingente guidato da Acamante e Piroo (accompagnato dal giovane figlio Rigmo) e in seguito quello di cui egli stesso era a capo. Dopo la guerra di Troia alcuni Traci seguirono Enea in Italia, come riferisce Virgilio nell'Eneide.
Secondo Omero i guerrieri traci portavano i capelli lunghi. Erano noti anche per la bellezza del loro volto. I Traci non conoscevano la scrittura, quindi raccontavano i loro miti oralmente.

### Arte

#### Architettura
All'inizio del XXI secolo, gli archeologi bulgari hanno fatto sorprendenti scoperte nella Bulgaria centrale, definite come la valle dei re traci.

#### Oreficeria

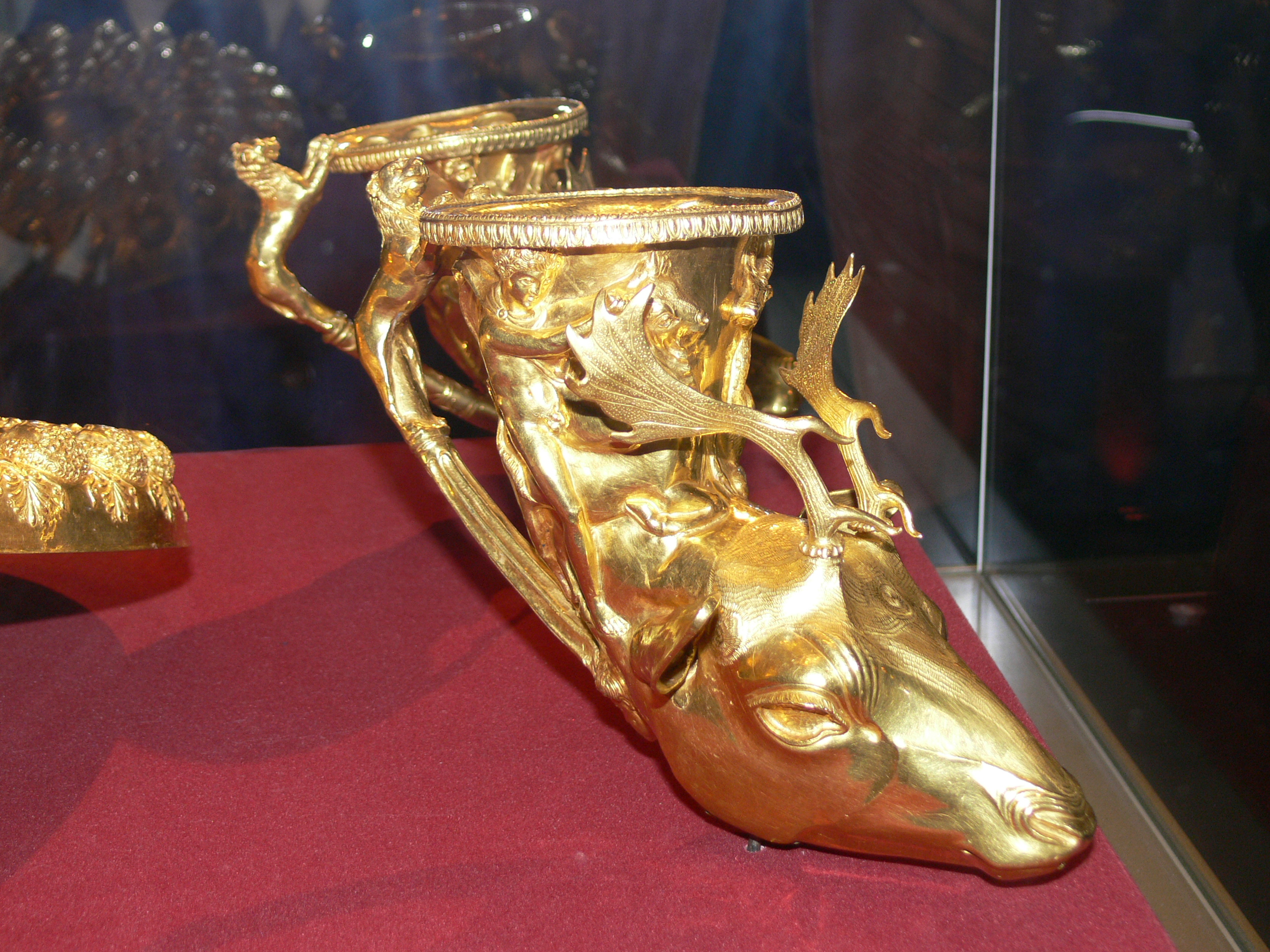
Oreficeria trace: una coppa cesellata

I Traci raggiunsero un altissimo sviluppo nell'artigianato. I principali reperti sono: coppe cesellate in metalli preziosi ed incisioni di animali su metallo. Siti di importanti ritrovamenti sono a Varna e a Panagjurište.

#### Pittura e artigianato

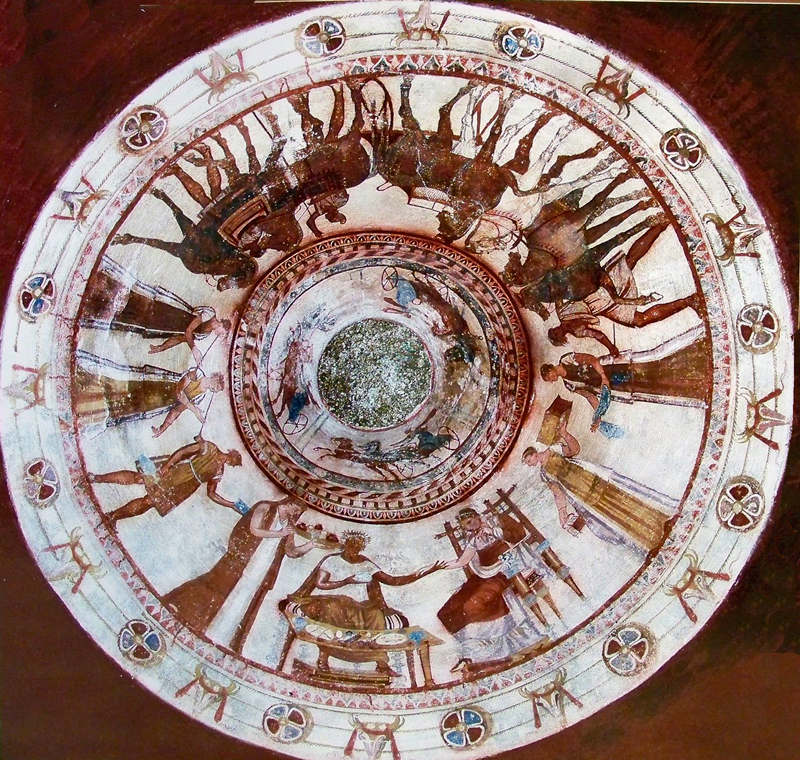
Tomba trace di Kazanlăk: l'affresco che decora la volta della camera funeraria